# ريحانة بنت معديكرب
ريحانة بنت معديكرب الزبيدية أم دريد ابن الصمة، وأخت عمرو بن معديكرب الفارس المشهور لها إدراك وهي المرادة بقوله في أول قصيدته المشهورة أمن ريحانة الداعي السميع يؤرقني وأصحابي هجوع. وقيل كان يتغزل بأم دريد بن الصمة وهي ريحانة امرأة أخرى سباها الصمة الجشمي في الجاهلية.

## نسبها
هي ريحانة بنت معديكرب بن عبد الله بن عمرو بن عصم بن عمرو بن زبيد الأصغر بن ربيعة بن سلمة بن مازن بن ربيعة بن منبه، وهو زبيد الأكبر بن الحارث بن صعب بن سَعْد العشيرة بن مذحج بن أدد بن زيد بن يشجب بن عريب بن زيد بن كهلان بن سبأ بن يشجب بن يعرب بن قحطان.

## سبيها

### سبيها من الصمة
أغار الصمة الأصغر على بني زبيد من مذحج وكانت معركة كبيرة في قيس، فاستاق أموالهم وفيه سبيت ريحانة بنت معديكرب وأنهزمت زُبيد بين يديه وتزوج ريحانة وأنجب منها الفارس دريد بن الصمة وأخوته. 

### نكر رواية سبيها
قيل انه ريحانة التي سباها الصمة ريحانة أخرى، وماتت في الجاهلية، وقُتل ولدها دريد يوم حنين. وأما ريحانة أخت عمرو فإنها سبيت في الردة ففداها خالد بن سعيد بن العاصي، وردها إلى أخيها عمرو، فأهدى له الصمصامة، فلهذا صارت في بني أمية. وقيل قوله في قصيدته الهمزة للاستفهام ومن للتعليل متعلق بقوله يؤرقني. وريحانة اسم والسميع صفة الداعي وجملة يؤرقني خبر المبتدأ وجملة: وأصحابي هجوع حال من الياء.وهجوع: جمع هاجع أي نائم كقعود جمع قاعد. ولصاحب الأغاني في ريحانة روايتان: إحداهما أنها أخته. قال: إن هذه القصيدة قالها عمرو في أخته ريحانة لما سباها الصمة وكان أغار على بني زبيد في قيس فاستاق أموالهم وسبى ريحانة وانهزمت زبيد بين يديه وتبعه عمرو وأخوه عبد الله ابنا معديكرب ثم رجع عبد الله واتبعه عمرو. فأخبرنا أبو خليفة عن محمد بن سلام أن عمرا اتبعه يناشده أن يخلي عنها فلم يفعل فلما يئس منه ولى وهي تناديه بأعلى صوتها: يا عمرو فلم يقدر على انتزاعها وقال: أمن ريحانة الداعي السميع وعلى هذه الرواية فالداعي فاعل الظرف وهو بمعنى الذي يدعة وينادي لا بمعنى الشوق الداعي والسميع بمعنى المسمع. أو الداعي،  مبتدأ والظرف قبله خبره ومن عليهما للابتداء لا للتعليل والجملتان في المصراع الثاني حالان متداخلتان. والرواية الثانية: أن ريحانة امرأته المطلقة قال: الحسين بن يحيى قال: قال حماد: قرأت على أبي: وأما قصة ريحانة فإن عمرو بن معديكرب تزوج امرأة من مراد وذهب مغيرا قبل أن يدخل بها فلما قدم أخبر أنه قد ظهر بها وضح وهو داء تحذره العرب فطلقها وتزوجها رجل آخر من بني مازن بن ربيعة. وبلغ ذلك عمرا وأن الذي قيل فيها باطل فأخذ يشبب بها فقال قصيدته وهي طويلة: أمن ريحانة الداعي السميع انتهى. فإعرابه على هذا هو الإعراب الأول. وهذه الرواية هي القريبة إلى الصواب والقصيدة تدل عليها. وقال الطيبي: ريحانة امرأة وقيل موضع. ولم يجد مكان بهذا الاسم. وقال صاحب الكشف: علم حبيبة عمرو وهي أخت دريد بن الصمة تعلق بها عمرو وأغار عليها ثم التمس من دريد أن يتزوجها فأجاب.وهذه الرواية لا أصل لها.